# بوتیلیرا دآستی
بوتیلیرا دآستی (به ایتالیایی: Buttigliera d'Asti) یک کومونه در ایتالیا است که در استان آسته واقع شده‌است.

## خصوصیات
بوتیلیرا دآستی ۱۸٫۸ کیلومترمربع مساحت و ۲٬۵۱۲ نفر جمعیت دارد و ۲۹۹ متر بالاتر از سطح دریا واقع شده‌است.